# Кэмпбелл, Люк (боксёр)
Люк Кэ́мпбелл (англ. Luke Campbell; род. 27 сентября 1987, Кингстон-апон-Халл) — британский боксёр-профессионал, выступающий в лёгкой и в первой полусредней весовых категориях. Выступал за сборную Великобритании в конце 2000-х — начале 2010-х годов, чемпион летних Олимпийских игр (2012), чемпион Европы, серебряный призёр чемпионата мира, победитель многих международных турниров и национальных первенств в любителях. Член партии «Реформировать Соединённое Королевство». 2 мая 2025 года на местных выборах Соединённого Королевства был избран на учреждённую должность мэра Халла и Восточного Йоркшира. Вступил на должность 6 мая.

## Биография
Люк Кэмпбелл родился 27 сентября 1987 года в городе Кингстон-апон-Халл, графство Восточный райдинг Йоркшира. Рос в семье выходцев из Ирландии, в частности его дед был довольно известным ирландским боксёром.

## Любительская карьера
Активно заниматься боксом начал уже в детстве, проходил подготовку в клубе любительского бокса имени святого Павла под руководством тренера Мика Бромби. В 2006 году поучаствовал в юниорском чемпионате Европейского Содружества и в чемпионате мира среди юниоров, однако в обоих случаях проиграл в первых же матчах и не смог попасть в число призёров. Год спустя дебютировал на взрослом первенстве Англии и сразу же занял первое место, кроме того, выиграл крупный международный турнир «Золотой гонг» в Скопье.
В 2008 году Кэмпбелл во второй раз стал лучшим английским боксёром легчайшего веса и съездил на чемпионат Европы в Ливерпуль, где победил таких известных боксёров как Эдуард Абзалимов, Денис Макаров и Детелин Далаклиев в четвертьфинале, полуфинале и финале соответственно. Выигранная золотая медаль европейского первенства стала первой для английского бокса с 1961 года. В 2009 году спортсмен побывал на чемпионате мира в Милане, но выбыл из борьбы уже после второго своего матча на турнире, заняв лишь семнадцатое место. Зато на первенстве Европейского Союза в Оденсе выступил вполне удачно, получил бронзовую награду. Тем не менее, из-за полученной вскоре травмы и проведённой хирургической операции развитие карьеры Кэмпбелла на некоторое время приостановилось, он принимал участие в основном только во второстепенных турнирах.
На чемпионате Европы 2011 года в Анкаре прекратил борьбу за призы на стадии четвертьфиналов, тогда как на чемпионате мира в Баку выступил вполне достойно, дошёл до финала и лишь в решающем матче уступил кубинцу Ласаро Альваресу. Благодаря череде удачных выступлений удостоился права защищать честь страны на летних Олимпийских играх 2012 года в Лондоне, где впоследствии победил всех своих оппонентов, в том числе ирландца Джона Джо Невина в финале. Это первая олимпийская победа британских боксёров в легчайшей весовой категории за последние 104 года (предыдущим победителем был англичанин Альберт Генри Томас в 1908 году). В честь победы Кэмпбелла выпущена памятная почтовая марка с его изображением и один из почтовых ящиков в его родном городе перекрашен золотой краской. Также в Халле рядом с боксёрским клубом, где тренировался Кэмпбелл, появилась «золотая» телефонная будка. В 2013 году за выдающиеся заслуги на ринге спортсмена наградили орденом Британской империи.

## Профессиональный бокс
В начале 2013 года решил попробовать себя в профессиональном боксе и подписал контракт с известным британским промоутером Эдди Хирном. 13 июля 2013 года дебютировал в профессиональном боксе.
1 августа 2015 года завоевал первый пояс в профи карьере победив в бою за вакантный титул WBC International в лёгком весе другого британца Томми Койла. А также и заполучил статус официального претендента на титул WBC в лёгком весе.
12 декабря 2015 года потерпел первое поражение в профессиональной карьере, проиграв раздельным решением судей французу Ивану Менди (32-4-1) в бою за титул WBC International.

### Чемпионский бой с Хорхе Линаресом
23 сентября 2017 года в Инглвуде (США), в бою за титулы чемпиона мира по версии WBA (2-я защита Линареса), уступил по очкам раздельным решением судей (счёт: 113-114, 115-113, 112-115) венесуэльцу Хорхе Линаресу (42-3).

### Чемпионский бой с Василием Ломаченко
В ночь на 1 сентября 2019 года в Лондоне (Великобритания) прошло боксерское шоу, главным событием которого стал бой за титулы чемпиона мира по версиям WBC, WBA Super и WBO в лёгком весе между украинцем Василием Ломаченко (13-1, 10 KO) и Люком Кэмпбеллом (20-2, 16 KO).
Первый раунд прошел в разведке, бойцы изучали друг друга и не лезли на рожон. Кэмпбелл пытался пользоваться своим преимуществом в антропометрии, а именно в росте и размахе рук. Британец пытался держать Ломаченко на передней руке и не подпускать его на среднюю дистанцию. В третьем раунде Ломаченко начал пристреливаться. Василий провёл ряд результативных атак, при этом и он пропускал контратаки от противника. Начиная с четвёртой трехминутки Ломаченко взвинтил темп и начал работать в излюбленной манере. Он действовал комбинационно, нанося удары под разными углами по этажам, и после каждой атаки уходил в сторону. В конце пятого раунда Ломаченко зажал британца у канатов, пробил затяжную серию ударов и только гонг спас Кэмпбелла. Хозяин ринга редко попадал по «Хайтеку», а если его одиночные удары оказывались точными, Ломаченко не оставался в долгу. Василий отвечал несколькими ударами на каждый выпад британца. Из раза в раз Кэмпбелл пропускал джеб от украинца, он так и не смог подстроиться к этому удару. В одиннадцатом раунде Ломаченко отправил соперника в нокдаун, нанеся несколько ударов по корпусу. Люк поднялся и с трудом достоял до конца раунда, спасаясь в клинче. В заключительном раунде Люк вновь был на грани досрочного поражения, но он решил прибегнуть к борцовскому приему и провести тейкдаун, чтобы выиграть несколько секунд на восстановление. Результат: победа Ломаченко единогласным решением судей со счётом: 119—108 (дважды) и 118—109.

### Чемпионский бой с Райаном Гарсией
2 января 2021 года в Далласе (США) проиграл нокаутом в 7-м раунде 22-летнему американцу Райану Гарсии (20-0), в бою за титул временного чемпиона мира по версии WBC в лёгком весе. Кэмпбелл отправил молодого американца в нокдаун во 2-м раунде, но Гарсия не растерялся и в 7-м раунде отправил Кэмпбелла на настил ринга точным ударом в корпус. Британец пытался справиться и встать до окончания отсчета рефери, но не смог этого сделать.

## Статистика профессиональных боёв
В таблице перечислены результаты всех поединков боксёров.
В каждой строке указан результат поединка. Дополнительно номер поединка обозначен цветом, который обозначает итог поединка. Расшифровка обозначений и цветов представлена в нижеследующей таблице.
| Пример | Расшифровка                     |
| ------ | ------------------------------- |
|        | Победа                          |
|        | Ничья                           |
|        | Поражение                       |
|        | Планируемый поединок            |
|        | Поединок признан несостоявшимся |
| КО     | Нокаут                          |
| ТКО    | Технический нокаут              |
| PTS    | Решение судей (по очкам)        |
| UD     | Единогласное решение судей      |
| MD     | Решение большинства судей       |
| SD     | Раздельное решение судей        |
| RTD    | Отказ от продолжения боя        |
| DQ     | Дисквалификация                 |
| NC     | Поединок признан несостоявшимся |

| 24 поединка, 20 побед (16 нокаутом), 4 поражения. | 24 поединка, 20 побед (16 нокаутом), 4 поражения. | 24 поединка, 20 побед (16 нокаутом), 4 поражения. | 24 поединка, 20 побед (16 нокаутом), 4 поражения. | 24 поединка, 20 побед (16 нокаутом), 4 поражения. | 24 поединка, 20 побед (16 нокаутом), 4 поражения. | 24 поединка, 20 побед (16 нокаутом), 4 поражения. |
| Бой                                               | Рекорд                                            | Дата боя                                          | Соперник                                          | Место проведения боя                              | Результат                                         | Примечание |
| ------------------------------------------------- | ------------------------------------------------- | ------------------------------------------------- | ------------------------------------------------- | ------------------------------------------------- | ------------------------------------------------- | --- |
| 24                                                | 20-4                                              | 2 января 2021                                     | Райан Гарсия (20-0)                               | Американ Эйрлайнс-центр, Даллас, Техас, США       | KO 7 (12), 1:58                                   | Бой за титул временного чемпиона мира по версии WBC в лёгком весе. |
| 23                                                | 20-3                                              | 31 августа 2019                                   | Василий Ломаченко (13-1)                          | O2 Арена, Лондон, Великобритания                  | UD (12)                                           | Бой за вакантный титул чемпиона мира по версии WBC, и за титулы чемпиона мира по версиям WBA Super (3-я защита Ломаченко) и WBO (2-я защита Ломаченко) в лёгком весе. Кэмпбелл в нокдауне в 11 раунде. Счёт судей: 109-118, 108-119 (дважды). |
| 22                                                | 20-2                                              | 15 марта 2019                                     | Эдриан Юнг (26-5-2)                               | Liacouras Center, Филадельфия, Пенсильвания, США  | TKO 5 (10), 1:37                                  | |
| 21                                                | 19-2                                              | 22 сентября 2018                                  | Иван Менди (40-4-1)                               | Уэмбли, Лондон, Великобритания                    | UD (12)                                           | Счёт судей: 116-112, 118-111, 119-109. |
| 20                                                | 18-2                                              | 5 мая 2018                                        | Трой Джеймс (20-5-1)                              | O2 Арена, Лондон, Великобритания                  | TKO 5 (6), 2:18                                   | |
| 19                                                | 17-2                                              | 23 сентября 2017                                  | Хорхе Линарес (42-3)                              | Форум, Инглвуд, Калифорния, США                   | SD (12)                                           | Бой за титулы чемпиона мира по версии WBA (2-я защита Линареса) и чемпиона по версии WBC Diamond (2-я защита Линареса) в лёгком весе. Счёт судей: 113-114, 115-113, 112-115.                                                                  |

## Вне бокса
Женат на модели Линси Краанен. У них трое сыновей Лео, Линкольн и Леви.
Люк Кэмпбелл принимал участие в восьмом сезоне телешоу «Танцы на льду», занял третье место, уступив гимнастке Элизабет Твидл и актёру Мэтту Лапинскасу. 